# United Internet for UNICEF
Die Stiftung bürgerlichen Rechts United Internet for UNICEF wurde im September 2006 vom Westerwälder Unternehmer Ralph Dommermuth mit einem Stiftungskapital von 300.000 Euro gegründet. Sie hat laut Eigendarstellung das Ziel, durch die Einwerbung von Spenden die Lebenssituation von Kindern und notleidenden Menschen zu verbessern. Hierzu wird die Marketing-Maschine des United Internet-Konzerns für Spenden-Verdopplungsaktionen genutzt und die Nutzer von WEB.DE, GMX und 1&1 in regelmäßigen Abständen zu Spenden aufgefordert. Die Stiftung hat ihren Sitz in den Räumen der Deutschland-Zentrale von UNICEF in Köln.
Der Stiftungsvorstand sowie der Beirat arbeiten ehrenamtlich und rekrutieren sich teilweise aus Mitarbeitern der United-Internet-Gruppe oder von UNICEF. Vorsitzende ist Tessa „Tess“ Page (geb. Ulrich), eine langjährige Weggefährtin von Dommermuth. Page besuchte mehrfach UNICEF-Projekte.
Die Stiftung geriet im Jahr 2008 im Zusammenhang mit der kritischen Betrachtung des Finanzgebarens von UNICEF Deutschland kurzzeitig ebenfalls in den Fokus, jedoch blieben mediale Verdächtigungen gegen „United Internet for UNICEF“ unbelegt. Das DZI, das der Stiftung im Dezember 2007 die Verwendung des an UNICEF lizenzierten Spendensiegels aus formalen Gründen untersagt hatte, sah nach einer Prüfung von „United Internet for UNICEF“ keine kritischen Anhaltspunkte.
„United Internet for UNICEF“ etablierte sich ungeachtet der Kritik als zuverlässiger und regelmäßiger Großspender für UNICEF. Bereits rund fünf Jahre nach der Gründung wurde die Marke von zehn Millionen Euro Spendengeldern erreicht.
Die Stiftung gehört zu den größten Einzelspendern von UNICEF und wurde 2014 mit dem neu geschaffenen „Gustav Rau Preis“ von UNICEF Deutschland ausgezeichnet. Das Gesamtvolumen der an UNICEF übermittelten Spenden betrug nach 14 Jahren über 50 Millionen Euro. Da die Stiftung selbst keine Kostenstruktur aufgebaut hat, gehen Spendengelder zu 100 % an UNICEF.